# Promachus griseiventris
Promachus griseiventris là một loài ruồi trong họ Asilidae. Promachus griseiventris được Becker miêu tả năm 1913.